# 浜島昇
浜島 昇（はまじま のぼる、1907年5月5日 - 1963年9月17日）は、日本光学工業(現在のニコン)社長。長野県出身。

## 来歴・人物
1930年に東京帝国大学法科に卒業し、日本光学工業に入社した。
1941年1月に取締役に就任し、1963年5月には社長に就任。
1963年9月17日に肺臓癌のために在職中のままに死去。56歳没。